# Conjunto Virginia Opazo
El Conjunto Virginia Opazo es un conjunto arquitectónico, obra del arquitecto Luciano Kulczewski, ubicado en el Barrio República, en el centro de la ciudad de Santiago, Chile. Compuesto de 33 casas pareadas de dos pisos, fue inaugurado en el año 1944, y declarado Monumento Nacional de Chile, en la categoría de Zona Típica, mediante el Decreto n.º 780, del 10 de noviembre de 1992.

## Historia
El conjunto se alza en donde se ubicó el Palacio de la Quinta Meiggs, terreno de propiedad del empresario estadounidense Henry Meiggs, y que fue loteado en el año 1872, dando origen al Barrio República, con la apertura de sus calles que se prolongaron hacia el sur desde la Alameda hacia el Club Hípico.
En 1944 el coronel de ejército Octavio Soto, estudiante de la Academia de Guerra —que se ubicaba en la esquina de la Alameda con Avenida España—, solicitó al Ejército un préstamo para poder comprar un terreno de la antigua Quinta Meiggs, para construir casas para él y sus compañeros de curso.
La obra de Luciano Kulczewski fue inaugurada por el presidente Juan Antonio Ríos en el mismo año 1944. Los habitantes del nuevo conjunto residencial pidieron que el nombre de la calle de acceso se llamara Octavio Soto, pero las normas del Municipio de Santiago exigían que fuera alguien ya fallecido, por lo que se optó por el nombre de Virginia Opazo, madre del coronel.

## Descripción
Ubicado a pasos de la Alameda, entre las calles España, Salvador Sanfuentes y República, la calle Virginia Opazo cuenta con un islote de casas existente en su centro, generando circulación a su alrededor. Son 33 casas de fachada continua de dos pisos, de estilo neoclásico y de color blanco, que cuentan con un jardín interior y un antejardín protegido con rejas de fierro.
Otros dos conjuntos residenciales proyectados por Kulczewski fueron declarados Zona Típica. Se trata de la Población Los Castaños de 1930, en Independencia, y de la calle Keller de 1925, en Providencia, ambos en la ciudad de Santiago.